# Incursioni vichinghe nella Renania

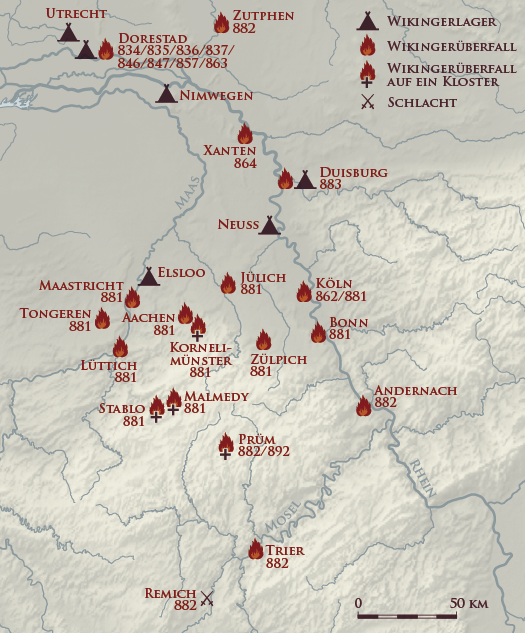
Carta panoramica delle incursioni vichinghe nella Renania.

Le incursioni vichinghe nella Renania furono una parte delle incursioni vichinghe nel Regno franco negli ultimi decenni del IX secolo. Dalla Renania, che può essere vista come il nucleo della cultura franca, i Franchi avevano già conquistato quasi tutta l'Europa centrale e stabilito un grande impero.
Durante queste incursioni, i vichinghi saccheggiarono le antiche città romane di Colonia, Bonn, Xanten, Treviri e anche la città imperiale di Aquisgrana, in cui fu sepolto Carlo Magno e sul cui trono nella cattedrale di Aquisgrana furono incoronati i re dei Franchi. Oltre a queste città, furono distrutti anche numerosi monasteri e andarono perdute intere biblioteche, in cui erano state conservate raccolte di scritture di diversi secoli, colpendo fortemente la cultura franca.
Anche le Isole britanniche, gli Stati baltici, la Russia e la regione mediterranea furono colpite da simili razzie. Numerosi abitanti delle regioni colpite furono ridotti in schiavitù.

## La Renania

I regni franchi dopo il trattato di Meerssen dell'870 - la Renania era situata in Lotaringia (delineata in giallo).

La parola Renania è usata per riferirsi alle aree del medio e basso Reno ma i cui confini non sono definiti con precisione. Ci si riferisce ad essa solo a partire dal 1798, quando le truppe rivoluzionarie francesi occuparono questa zona. In precedenza, questa regione era per lo più denominata sulla base dei nomi di città o contee (ad esempio Gelderland, Kleve land ecc.).

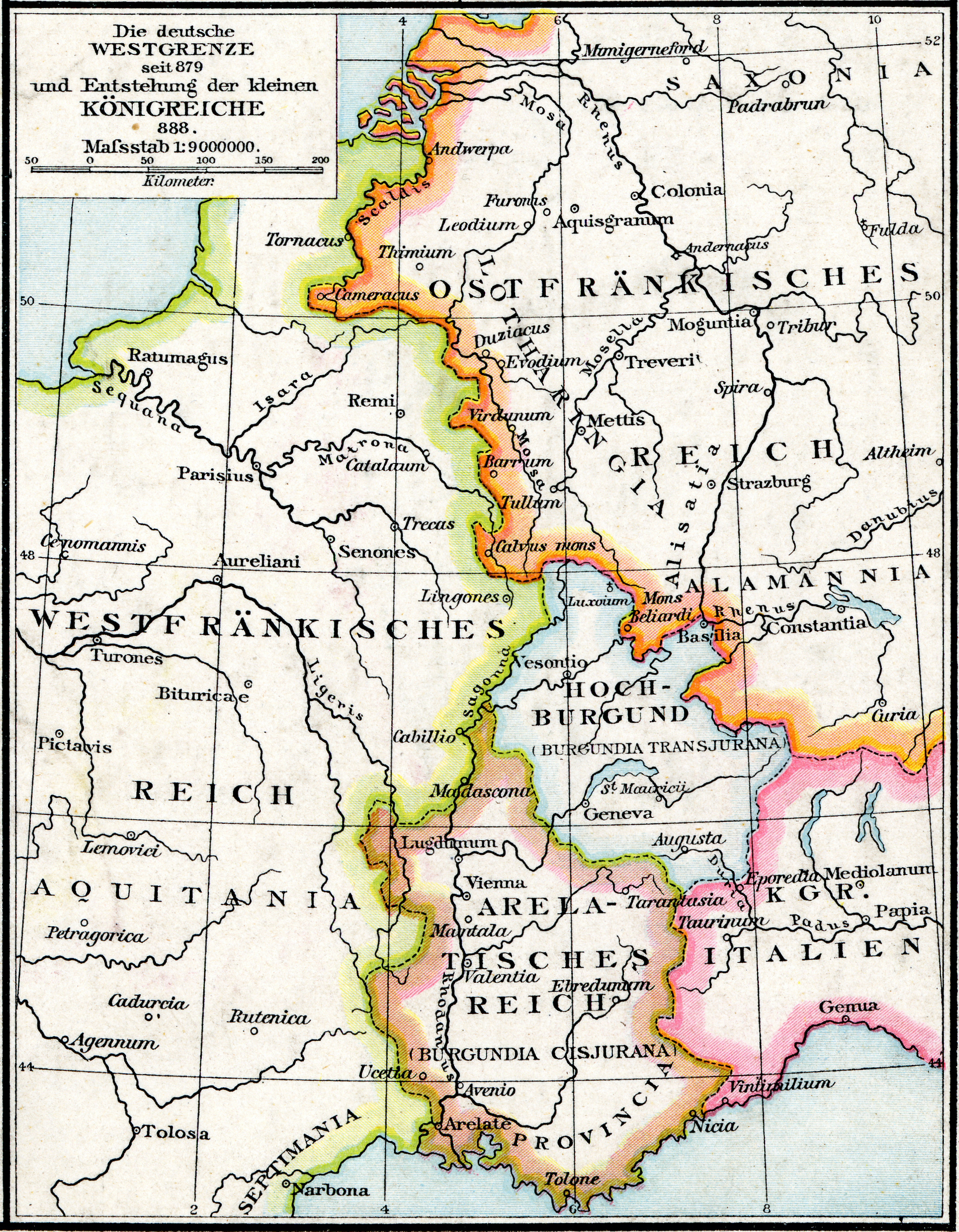
I regni franchi intorno all'880, la Renania si trova nella parte occidentale del Regno dei Franchi Orientali.

L'area oggi conosciuta come la Renania inizia all'incirca alla confluenza della Mosella con il Reno e termina a Emmerich, dove il Reno si divide nel Lek e nel Waal per formare un delta. A est, la Renania termina nelle immediate vicinanze del Reno ed è delimitata da basse catene montuose (Mittelgebirge) come il Siebengebirge od il Bergisches Land. A ovest la frontiera non è chiara, nell'uso linguistico si è affermata l'attuale confine con i Paesi Bassi, cioè a est della Mosa. Poiché a sud della Mosella si trova l'odierno stato federale della Renania-Palatinato, la bassa catena montuosa dell'Eifel che confina a nord con la Mosella è solitamente designata come appartenente alla Renania. Anche le aree a sud della Mosella come l'Hunsrück sono considerate parte della Renania.

## La Renania in epoca carolingia
Il cuore delle terre amministrate dai Carolingi si trovava per la maggior parte nelle zone appartenenti alla Renania. Di conseguenza, importanti luoghi della cultura carolingia si trovano nella Renania. Particolarmente degni di nota sono la città di Aquisgrana, in cui Carlo Magno fece costruire il suo palazzo imperiale, ma anche l'abbazia benedettina di Prüm, noto principalmente per il suo scriptorium con annessa biblioteca. Anche le antiche città romane di Treviri, Colonia, Xanten e Bonn si trovavano nella Renania e furono utilizzate dai Franchi come centri commerciali e vescovili. L'impero franco fu diviso in tre regni nell'843 con il trattato di Verdun. La maggior parte delle aree della Renania cadde sotto il dominio di Lotario I, la quale area venne denominata Lotaringia. Era un regno a metà del dominio franco che andava dal Mare del Nord al Mediterraneo e i regni dei Franchi Occidentali e Orientali non si toccavano. Dopo questa divisione dell'impero, in quasi tutte le aree dell'ex impero scoppiarono lotte di potere con una struttura simile (ma non del tutto assimilabile) all'attuale definizione di guerra civile, e conseguentemente anche la Renania fu colpita. Quando Lotario I morì nell'855 senza eredi al trono, le lotte per il potere si intensificarono. Nel trattato di Meerssen, la Renania fu assegnata al regno dei Franchi Orientali nell'870. Dieci anni dopo, con il trattato di Ribemont, i confini furono nuovamente definiti in modo più preciso. La mappa a destra mostra il risultato.

## Norreni e Franchi
Dopo la sconfitta dei Sassoni (772-804), l'impero di Carlo Magno si espanse fino alla foce dell'Elba ed oltre. In questo frangente, ebbero luogo i primi contatti con i Norreni, che, come i Sassoni, adoravano un pantheon di divinità.

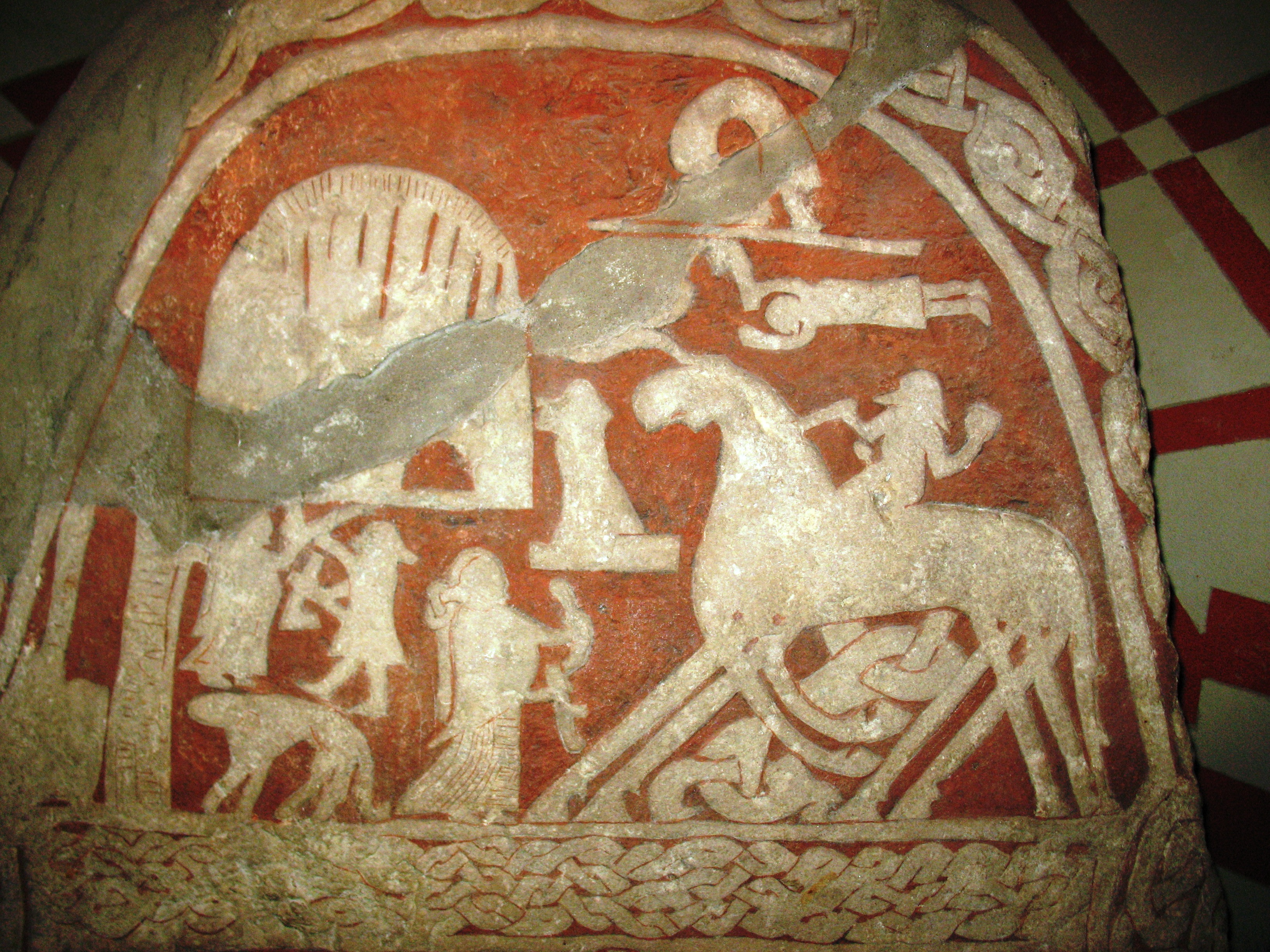
Entrata nel Valhalla su una pietra runica di Gotland.

I contatti erano spesso di natura bellicosa e riguardavano le isole frisone ma anche la terraferma frisone. Per scongiurare gli attacchi, Carlo Magno pose una marca al confine settentrionale del suo impero denominata marca dei Dani, da cui deriva il nome dell'attuale stato di Danimarca. Nonostante le condizioni belliche al confine settentrionale, alcuni norreni vennero impiegati come mercenari nelle campagne dei Franchi. Solo pochi di questi furono battezzati perché la religione dei norreni, a differenza del cristianesimo, conteneva un codice d'onore per i guerrieri: secondo la leggenda, infatti, il dio della guerra Odino, dalla stirpe divina degli Aesir, si stava preparando alla battaglia per il mondo e la sua continua esistenza. Egli mandava i suoi messaggeri, le Valchirie, a scortare solo i guerrieri più coraggiosi caduti in battaglia nel Valhalla. I guerrieri riuniti lì, denominati Einherjer, praticavano l'arte della guerra durante il giorno. La sera, dopo che le loro ferite erano guarite, l'esercito dei morti entrava nella sala di Odino, dove li aspettava sempre un corno da bere colmo e un buon pasto. Per questo motivo, i norreni a volte combattevano in modo molto audace.
Uno dei primi re norreni ad essere battezzato fu Harald Klak, che visse nell'826. Divenne vassallo del re Ludovico II il Germanico a Ingelheim am Rhein e fu battezzato con la moglie e il figlio Godfrid Haraldsson a Magonza.
Durante questo periodo, i guerrieri vichinghi avanzarono con le loro navi nel regno franco attraverso i sistemi fluviali che sfociavano nel Mare del Nord e nell'Atlantico. Le zone della Senna, dei Paesi Bassi e del Belgio furono particolarmente colpite da tali incursioni. Prima di questo, i vichinghi fecero delle incursioni in Inghilterra (Lindisfarne, 793) e in Irlanda (Dublino, 795). Nell'820 si registra il primo grande attacco dei vichinghi al regno franco, la regione dell'estuario della Senna fu colpita, allo stesso tempo presumibilmente altri vichinghi invasero le Fiandre. Nell'845 Parigi fu attaccata per la prima volta con circa 700 dreki attraverso la Senna. I parigini versarono quindi un tributo agli assedianti di 7000 libbre d'argento. Fino al 926, sono documentati tredici pagamenti simili nell'impero franco. Anche la foce dell'Elba e Amburgo, già fortificata all'epoca, furono razziati dai guerrieri norreni nell'845.
Inizialmente, gli attacchi erano incursioni, perciò i vichinghi si ritiravano nella loro patria dopo le incursioni riuscite. Negli anni '60 dell'800, questi cambiarono approccio e stabilirono delle postazioni permanenti nel regno franco, da dove coordinavano le loro incursioni e occasionalmente trascorrevano l'inverno nei loro accampamenti fortificati. La Renania, l'heartland del regno franco, fu raramente colpita in quest'epoca.
I vichinghi non formavano un'unità politica coesa, erano un popolo bellicoso, erano frequenti le piccole guerre tra le tribù vichinghe, e i grandi attacchi uniti su grande scala erano sempre preceduti da negoziati diplomatici precisi. Poiché i vichinghi potevano essere cacciati dai territori occupati solo a costo di perdite elevate, occasionalmente venivano fatti tentativi per coinvolgere i loro capi nel sistema politico franco per mezzo di ricchi doni e la concessione feudi. Di regola, questi capi vichinghi dovevano essere battezzati in anticipo, poiché il regno dei Franchi era visto dalla nobiltà franca come dato da Dio e quindi non c'erano posizioni di comando per alti nobili pagani.

## Le incursioni nella Renania nell'862 e nell'864
Tra l'834 e l'863 i vichinghi devastarono otto volte l'emporia di Dorestad sul Lek, che era in competizione con la danese Haithabu. Nell'862 i vichinghi risalirono il Reno per la prima volta con intenti bellicosi e saccheggiarono Colonia. Nell'863 i norvegesi conquistarono Utrecht e Nimega e stabilirono accampamenti invernali permanenti in entrambe le città; Dorestad fu completamente distrutta durante la suddetta campagna. Da qua, nell'864 intrapresero una seconda campagna nella regione del Basso Reno e attaccarono e saccheggiarono Xanten.

## Commercio e navigazione sul Reno tra l'864 e l'881

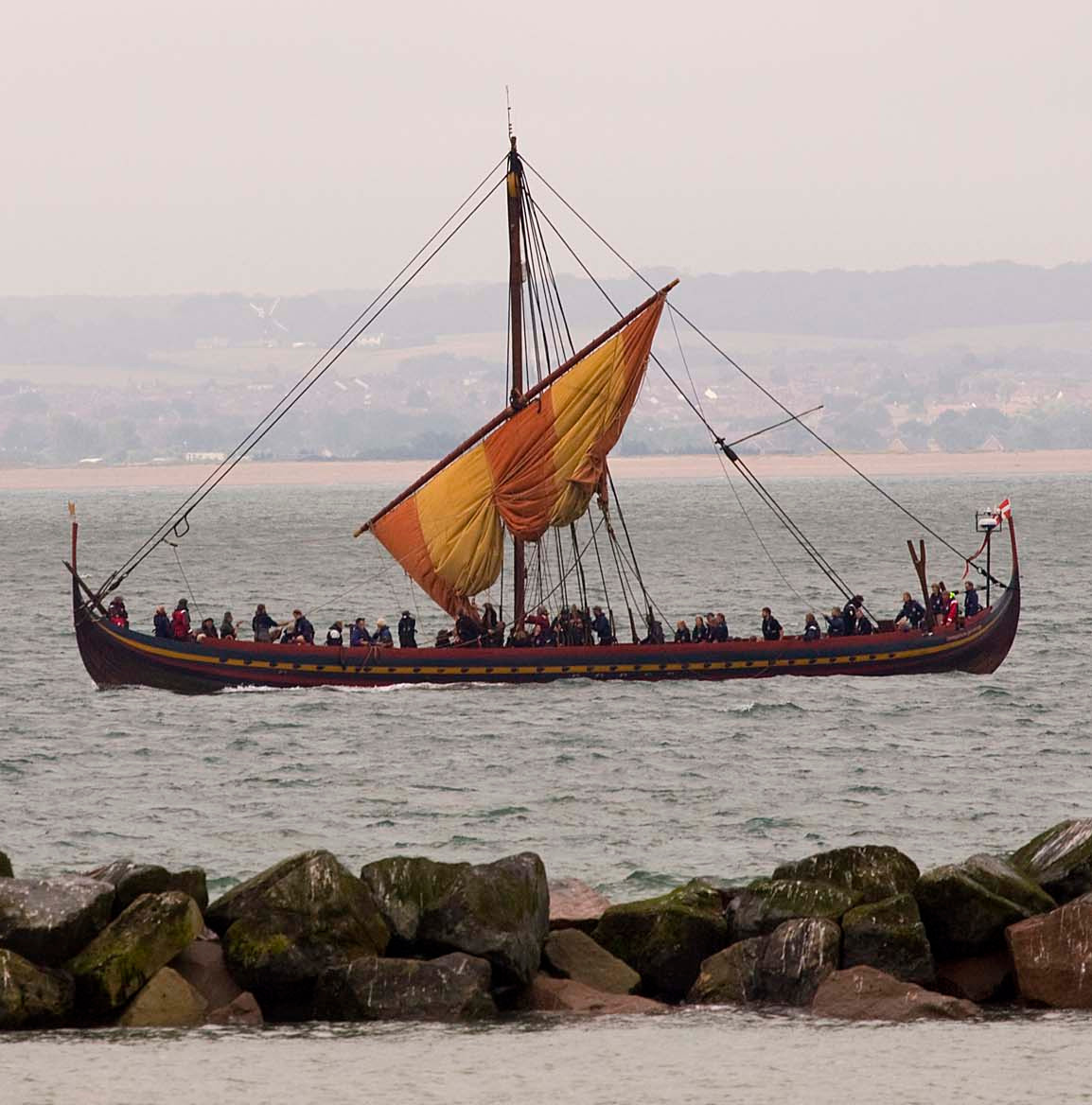
La nave vichinga ricostruita Havhingsten da Glendalough di metà XI secolo.

I Franchi non erano dei veri navigatori: c'erano infatti tipi di nave (nave Utrecht) che erano adatti per la navigazione costiera con il bel tempo; poiché nessun relitto è stato ancora trovato nel Mare del Nord, si è dedotto che la navigazione costiera era praticata raramente, se non mai. C'erano diversi tipi di costruzione per le barche: o grandi alberi venivano scavati per ottenere una barca oppure barche simili a zattere venivano incastrate insieme. Entrambi i tipi di barche erano difficili da manovrare e venivano utilizzati per il trasporto di merci pesanti come le pietre. Gli edifici romani in rovina vicino al Reno servivano spesso da cave, ma c'erano anche cave nelle adiacenti Mittelgebirgen. Per il loro movimento a valle, queste barche venivano lasciati alla deriva sfruttando la corrente, mentre a monte le chiatte erano tirate da cavalli o buoi (chiamati Treideln).
Il principale materiale da costruzione nell'impero franco era il legno e i tronchi tagliati venivano legati insieme e trasportati su zattere a valle verso i centri commerciali; anche altre merci e viaggiatori potevano essere trasportati sulle zattere, alcune delle quali erano molto lunghe e larghe.
Quando i vichinghi si stabilirono sulle rive del delta del Reno, avevano un vantaggio competitivo come commercianti, perché grazie alla loro eccezionale tecnologia di costruzione navale, le forti correnti, come quelle del Reno, potevano essere superate, quindi erano in grado di spedire le merci rapidamente e, di conseguenza, il commercio nella Renania fiorì durante questo periodo. Poiché i vichinghi si stabilirono anche in Irlanda, Inghilterra e Russia nello stesso periodo, il commercio si espanse per includere prodotti provenienti da queste e da regioni ancora più lontane.

## Incursioni nell'inverno 881/882

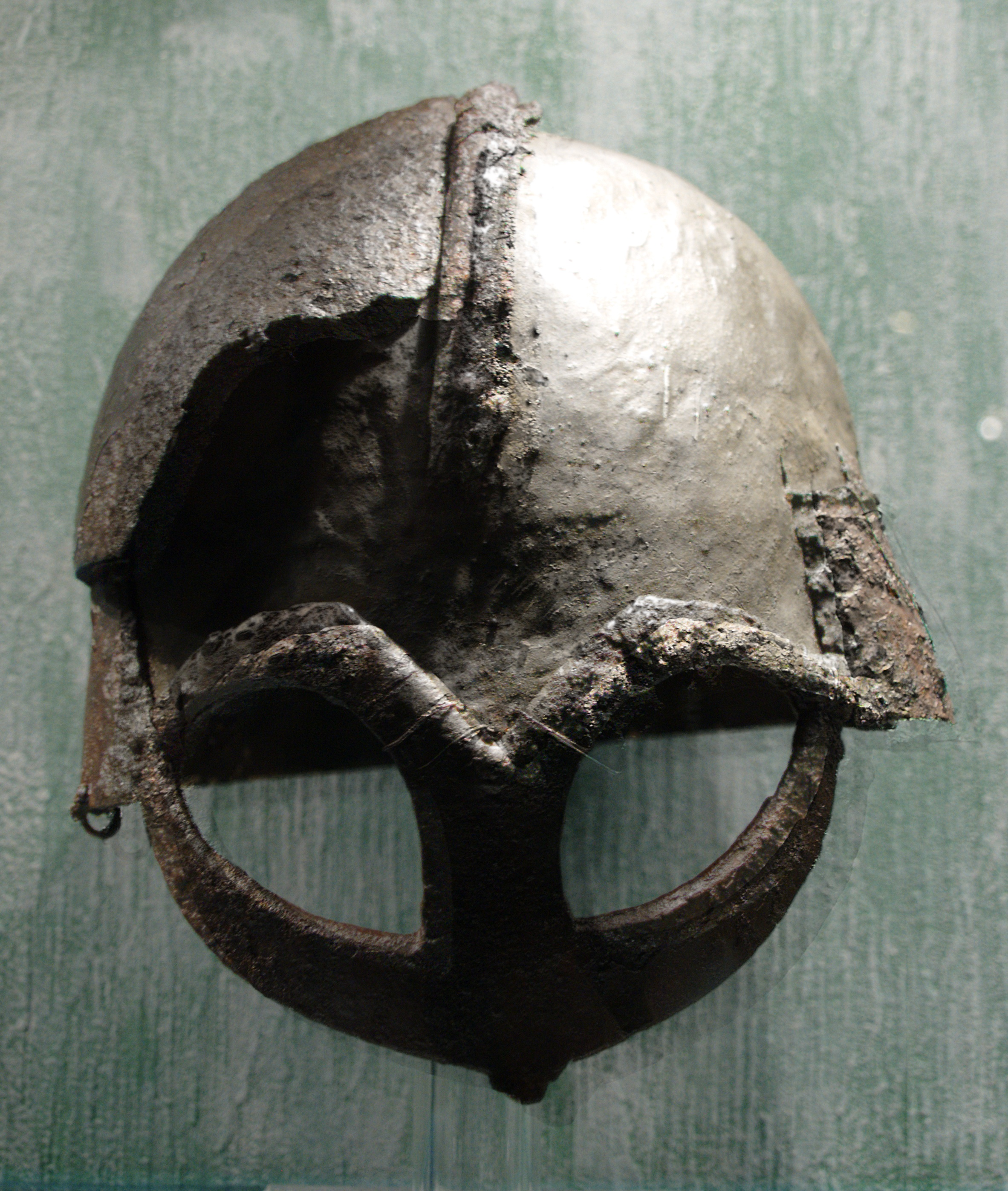
Elmo vichingo danneggiato (presumibilmente da arma da taglio).

La situazione cambiò quando la cosiddetta grande armata danese subì una pesante sconfitta nell'878 nel corso della battaglia di Ethandun da parte delle truppe del re Alfredo il Grande (871-899) a Edington, nel sud-ovest dell'Inghilterra. I vichinghi sconfitti si trasferirono quindi nell'Europa continentale, spostando le loro incursioni nella regione costiera della Manica, nel nord della Francia e nelle Fiandre. Il 3 agosto dell'881, anche il re dei Franchi Occidentali Luigi III e il suo esercito vinsero sui Normanni nella battaglia di Saucourt-en-Vimeu.
I vichinghi rivolsero successivamente la loro aggressività verso est, in direzione della Renania. Carlo III era in quel momento in Italia per la sua incoronazione a imperatore, che ebbe luogo a Roma il 12 febbraio 881. Per l'evento, fu accompagnato da numerosi cavalieri, e così molti dei guerrieri più abili non furono disponibili per la difesa della loro patria nell'inverno dell'881.
Nonostante l'invasione della grande armata danese nell'878 nel regno dei Franchi Occidentali, sembra che non venne presa alcuna misura in Renania, appartenente in quel momento al regno dei Franchi Orientali, perché le mura delle singole città furono rafforzate solo quando i vichinghi erano quasi alle porte. A causo di ciò e dell'incoronazione imperiale di Carlo III a Roma, la popolazione renana era quasi indifesa contro l'attacco vichingo e la fuga divenne un'alternativa migliore al combattimento, in quanto garantiva di salvare vita e beni. Così, interi villaggi e monasteri furono spesso abbandonati ai vichinghi senza lottare.

### Le incursioni nell'area Reno-Mosa
Alla fine dell'881, i vichinghi che svernavano nelle Fiandre partirono per una campagna nelle terre vicine. Essi razziarono numerosi villaggi nell'area intorno alla Mosa e bruciarono le città di Liegi, Maastricht e Tongeren.

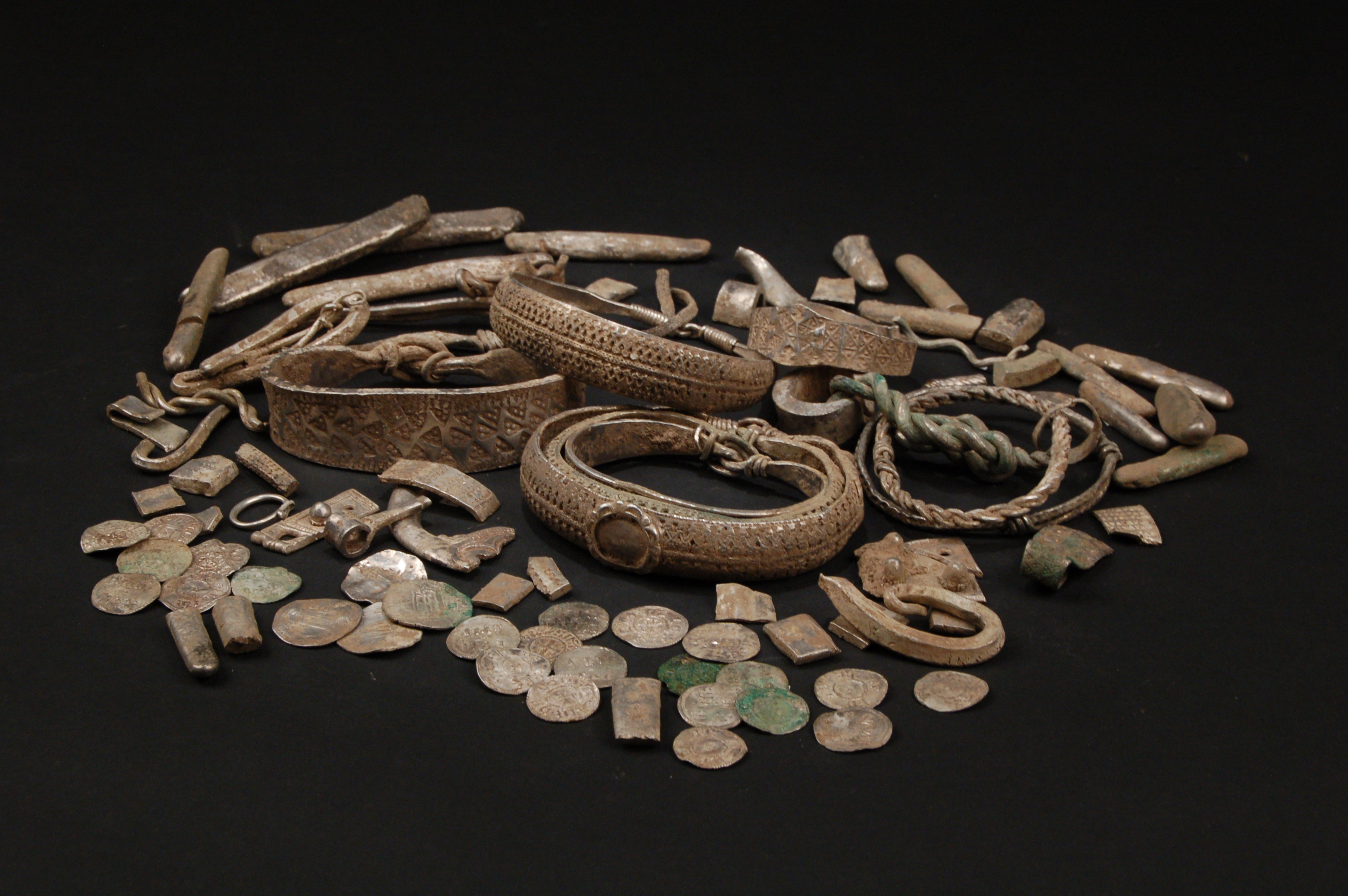
Bottino dell'epoca vichinga (tesoro di Silverdale).

Nel dicembre 881, i vichinghi di questo gruppo risalirono il Reno su almeno tre navi sotto il loro capo Gottfried. Essi saccheggiarono paesi e città o estorsero denaro ai loro abitanti (Brandschatzung).
Le città di Colonia, Bonn, Neuss, Jülich e Andernach furono particolarmente colpite. Durante la loro prima visita nel gennaio dell'882, Colonia pagò una grande somma di denaro in argento per il loro ritiro dopo difficili negoziati (vedi anche Danegeld). Durante il viaggio di ritorno, lo stesso gruppo chiese nuovamente il pagamento di una somma di denaro che i residenti di Colonia non potevano più permettersi. La città venne quindi incendiata.
I vichinghi, che probabilmente provenivano dalla Danimarca, forse portavano anche cavalli sulle loro navi vichinghe. In ogni caso, erano molto mobili e potevano eventualmente utilizzare vecchie strade romane della Renania sulla riva sinistra del Reno. Seguendo questo sistema stradale, i vichinghi si diressero verso ovest e saccheggiarono da Zülpich fino a Aquisgrana.

### Le incursioni nei centri culturali della zona di Aquisgrana

Disegno di ricostruzione del palazzo imperiale (800 circa) di Aquisgrana con l'ottagono della cattedrale (in alto a sinistra), le terme (in basso a sinistra) e il palazzo (in basso a destra).

Dopo aver preso d'assalto la città imperiale, i conquistatori, presumibilmente con un calcolo strategico volto all'umiliazione, convertirono la chiesa imperiale di Santa Maria (ora cattedrale), luogo di sepoltura di Carlo Magno, in stalle per cavalli. Dopo queste profanazioni, diedero fuoco al palazzo imperiale e le terme. Alla fine del mese di dicembre dell'881 saccheggiarono anche l'abbazia di Kornelimünster, non lontano da Aquisgrana, così come le abbazie di Stablo e Malmedy nelle Ardenne.

### Il primo attacco all'abbazia di Prüm
Il 6 gennaio 882, giorno dell'Epifania, un distaccamento di vichinghi, che secondo le fonti era costituito da circa 300 guerrieri, attaccò la più grande abbazia dell'impero, Prüm. situato nell'Eifel. Nella chiesa dell'abbazia era sepolto l'imperatore Lotario I, che vi morì nell'855. Al monastero era annesso un ospedale e un'importante scuola monastica, in cui venivano educati i rampolli della nobiltà franca. L'abbazia ospitava anche una delle biblioteche più vaste dell'impero con il relativo scriptorium. Oltre ad Aquisgrana, Prüm era il centro culturale del regno franco. Il monastero aveva vasti possedimenti, oltre un centinaio di chiese erano sotto la sua amministrazione, e le sue terre si estendevano fino ai Paesi Bassi; anche le foreste lungo la Mosella appartenevano al monastero.
Una gruppo di contadini locali affrontò gli aggressori, ma fu completamente annientata. I vichinghi incendiarono poi tutti gli edifici del monastero. L'abbazia fu rasa al suolo, «poiché non era rimasto nessuno che avrebbe potuto combattere l'incendio» (Reginone di Prüm, 882). Uno dei più grandi tesori del monastero era una delle reliquie più preziose dell'Occidente cristiano, i sandali di Cristo, che furono portati via prima dell'assalto dei vichinghi. Al contrario, solo un decimo della collezione di manoscritti, che era stata spesso lodata dai cronisti, poté essere spostata prima che i vichinghi si avvicinassero; tutto il resto cadde vittima delle fiamme.

### L'incursione nella Mosella dell'882
Il re dei Franchi Orientali, Ludovico III il Giovane, radunò un esercito e si precipitò in aiuto dei renani. Il 20 gennaio però il re morì inaspettatamente a Francoforte sul Meno, dopodiché l'esercito che stava guidando contro i vichinghi si sciolse. Questi si spostarono quindi a monte del Reno. Nel corso dei mesi di febbraio e marzo dell'882, saccheggiarono e uccisero fino a Coblenza, la quale poté resistere grazie alle buone fortificazioni risalenti all'epoca romana. Le parti della città fuori dalle mura furono invece devastate. Nel frattempo a Magonza le fatiscenti mura romane furono frettolosamente rifortificate e i suoi abitanti iniziarono inoltre a scavare un fossato intorno alla città. I vichinghi, tuttavia, non si mossero da Coblenza verso Magonza, ma risalirono la Mosella e raggiunsero la zona di Treviri nella settimana di Pasqua.

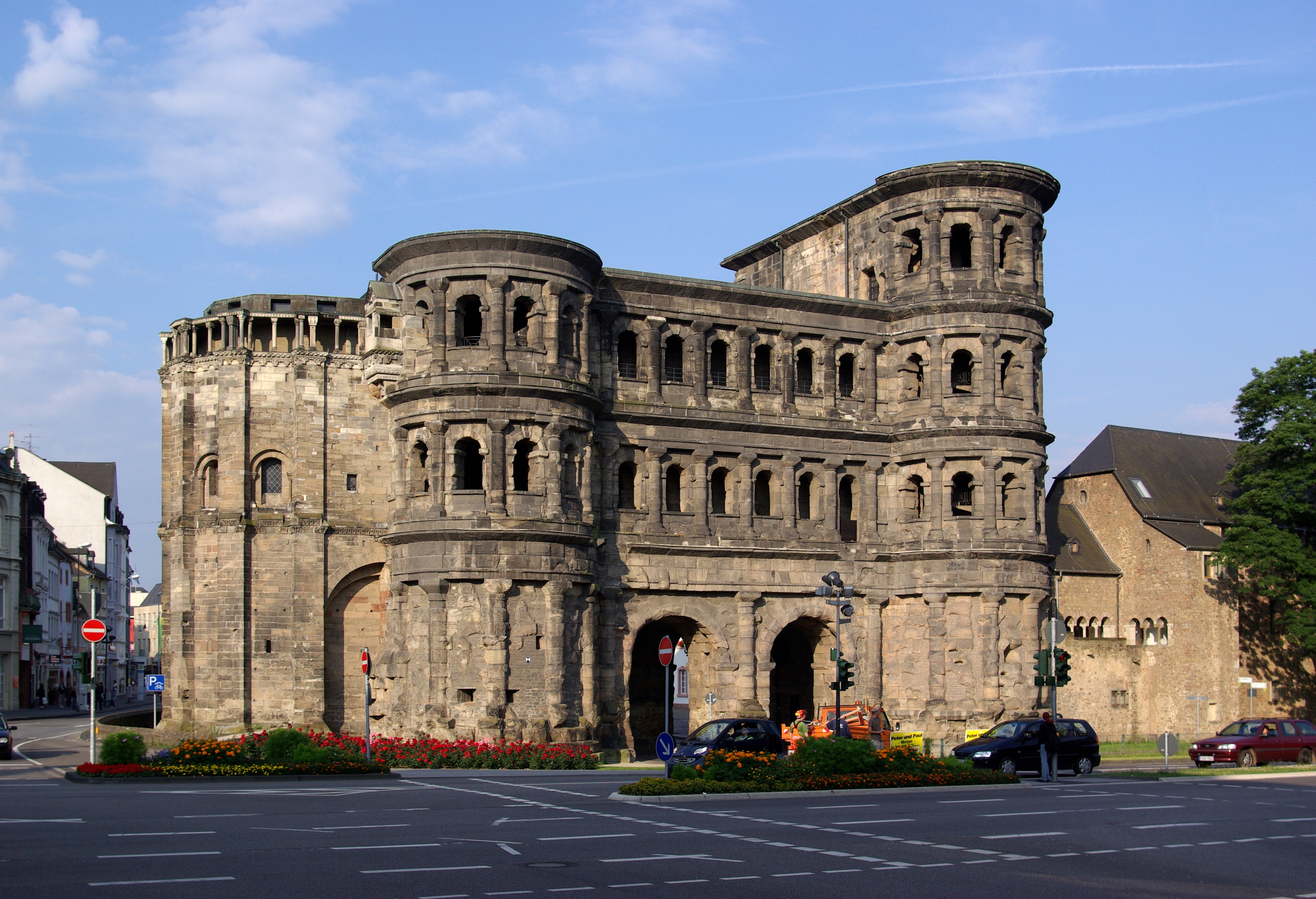
La Porta Nigra a Treviri. Nonostante le fortificazioni romane, Treviri fu conquistata due volte dai vichinghi.

Durante la Settimana Santa dell'882, i guerrieri norreni attaccarono e distrussero i monasteri, le chiese e le fattorie situate fuori dalle mura di Treviri. I monasteri di San Massimino, San Martino e San Sinforo a nord delle antiche mura furono distrutti, e quest'ultima non fu mai più ricostruita. Il monastero di San Paolino, invece, venne risparmiato.
Il giovedì santo, il 5 aprile dell'882, i vichinghi conquistarono la città stessa. Dopo alcuni giorni di riposo, i vichinghi saccheggiarono Treviri la domenica di Pasqua. Tra le altre, la cattedrale di Treviri fu oggetto del saccheggio. Reginone di Prüm riferisce di numerose vittime tra la popolazione, ma l'arcivescovo Bertoldo di Treviri riuscì a fuggire a Metz con alcuni seguaci. In seguito, una parte dei vichinghi si spostarono con il loro bottino lungo la Mosella verso Coblenza, mentre gli altri si spostarono verso Metz.
I vichinghi che avanzavano verso Metz si scontrarono, l'11 aprile 882, con un esercito guidato dal vescovo di Metz Wala, dal sopraddetto arcivescovo di Treviri Bertoldo e dal conte Adalardo II di Metz nella battaglia di Remich. Questa battaglia fu nuovamente vinta dai vichinghi; oltre a numerosi cavalieri e contadini, anche il vescovo Wala cadde sul campo di battaglia. Tuttavia, la feroce resistenza riscontrata e le conseguenti perdite, indusse i vichinghi a tornare indietro e si spostarono a nord attraverso l'Eifel verso il loro accampamento.

## Armistizio di Ascloha nella primavera dell'882

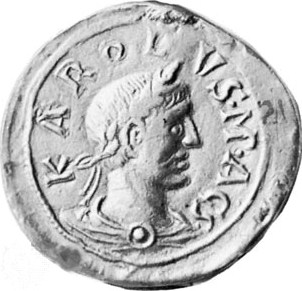
Sigillo con l'immagine di Carlo III.

Dopo il suo ritorno dall'Italia, l'imperatore Carlo III tenne un Reichstag a Worms nel maggio 882, riunendo un grande esercito in cui erano presenti Franchi, Bavaresi, Svevi, Turingi, Sassoni, Frisoni e Longobardi. L'esercito si posizionò di fronte all'accampamento vichingo fortificato, che prende il nome di Ascloha (Asselt) secondo gli Annales Fuldenses nell'882. Secondo invece la Chronica di Reginone di Prüm (dell'anno 882, citato nell'anno 881), luogo di negoziazione era Haslon, che è spesso identificato con Elsloo sulla Mosa.
Carlo III assediò i vichinghi con il suo esercito a distanza di sicurezza e dopo dodici giorni iniziò le trattative con gli assediati. Il risultato di esse fu un ritiro degli intrusi comprati con i beni della chiesa. A condizione che il capo vichingo Gottfried fosse battezzato, gli fu data anche la Frisia (Paesi Bassi) in feudo. L'accordo di pace fu inoltre venne suggellato da un matrimonio con una principessa franca. Sembra che essa, il cui nome era Gisla (Gisela), fosse una figlia del re Lotario II. I vichinghi, che rimasero ad Ascloha sotto la guida di Sigfrido, furono inizialmente dissuasi da ulteriori razzie da considerevoli pagamenti in denaro.

## L'estate dell'882
Già nell'estate dell'882, Gottfried tornò in Renania con un esercito rinvigorito da nuove reclute provenienti dalla patria per una seconda incursione e devastò Colonia, Bonn e Andernach. Nelle vicinanze di quest'ultima, numerose chiese e monasteri furono saccheggiati e dati alle fiamme.
Anche Zutphen, sull'IJssel, e il vicino centro commerciale di Deventer furono saccheggiati durante questa campagna. Prima di Magonza, i vichinghi furono respinti da un esercito guidato dal conte Enrico di Franconia e dall'arcivescovo di Magonza Liutberto; probabilmente solo successivamente saccheggiarono Colonia.

## Incursione nell'autunno dell'883
La notizia dei successi di Gottfried in Renania e del suo dominio in Frisia attirò altri vichinghi dalla Danimarca. Nell'autunno dell'883 questi sbarcarono in Frisia, risalirono il Reno con il consenso di Gottfried e si trasferirono in un accampamento permanente vicino a Duisburg. Essi devastarono nuovamente numerosi insediamenti che erano stati appena ricostruiti. Gli abitanti di Colonia avevano in precedenza rinforzato le loro mura e questa volta furono risparmiati. Quando passarono i vichinghi, le chiese e i monasteri di Colonia erano ancora in rovina.
Quell'anno i vichinghi si ritirarono dal Medio Reno e si stabilirono definitivamente nel Basso Reno. Occuparono Xanten e Duisburg e da lì intrapresero piccole incursioni nell'area circostante, in particolare nella zona intorno a Xanten e nella regione della Ruhr.

## Campagna franca contro i vichinghi 884
Nell'884, un'unità di truppe guidata dal conte Enrico di Franconia riuscì a riconquistare Duisburg; i vichinghi si ritirarono quindi dal resto delle regioni del Basso Reno in cambio di un tributo.

## La cospirazione di Ugo di Lotaringia con i vichinghi nell'885

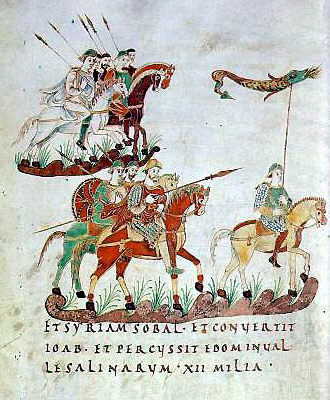
Cavalieri franchi corazzati con lo stendardo del drago, raffigurati nel Salterio d'oro di San Gallo, IX secolo.

All'inizio dell'885, Ugo, unico figlio del re Lotario II di Lotaringia e della sua seconda moglie Waldrada, unione non riconosciuta dalla Chiesa, decise di riconquistare il regno di suo padre con l'aiuto del cognato Gottfried. Segretamente, chiese a Gottfried di rafforzare il suo esercito con più vichinghi dalla Danimarca, e, in caso di vittoria, gli promise metà della terra che avrebbe conquistato. Tuttavia, Gottfried non aspettò i rinforzi dalla patria e inviò i conti frisoni Gerulfo e Gardulfo come ambasciatori dell'imperatore Carlo III mentre numerosi vichinghi convergevano alla foce del Reno. Egli pretese Coblenza, Andernach e Sinzig, nonché altri possedimenti della corona con vigneti sul Medio Reno come pagamento per la sua fedeltà e protezione delle frontiere.
Carlo III scoprì i piani dei cospiratori, forse tramite il conte Gerulfo. Su consiglio di Enrico di Franconia, decise di tendere un'imboscata ai vichinghi e rimandò indietro gli ambasciatori con la notizia che lui stesso avrebbe mandato un messaggero in Frisia con una risposta adeguata alle richieste di Gottfried.
Enrico di Franconia inizialmente fece sì che i suoi seguaci si spostassero segretamente e in piccoli gruppi attraverso la Sassonia fino al punto d'incontro che aveva stabilito in Frisia. Egli stesso si recò a Colonia dall'arcivescovo Williberto, che lo accompagnò nel suo viaggio lungo il Reno. Nel corso del maggio 885 arrivarono nella Batavia, una regione della Frisia circondata dai due bracci del Reno. Gottfried andò incontro i Franchi e si radunarono a Herwen.
Durante i negoziati, Enrico fece in modo che l'arcivescovo convocasse la moglie di Gottfried Gisela nel campo dei Franchi con un pretesto per sottrarla alle mani di eventuali ricatti dei vichinghi. Lo stesso Enrico stava nel frattempo negoziando sulla questione del conte sassone Eberardo, i cui possedimenti erano stati saccheggiati da Gottfried. Quando scoppiò una disputa, Gottfried fu colpito da Eberardo e ucciso dal seguito di Enrico. Successivamente, tutti gli altri vichinghi che erano in Batavia, incluso il loro leader Sigfrido, furono uccisi. Pochi giorni dopo Ugo fu attirato a Gondreville dove fu catturato, accecato e portato nell'abbazia di Prüm, dove trascorse il resto della sua vita.
Enrico di Franconia, mentre cavalcava vicino alla città durante l'assedio di Parigi nell'886, cadde in una trappola preparata dai vichinghi e fu ucciso lì dai suoi nemici.
Dopo la morte di Gottfried e Sigfrido, la Renania fu risparmiata dalle incursioni dei vichinghi per alcuni anni.

## L'incursione primaverile dell'892

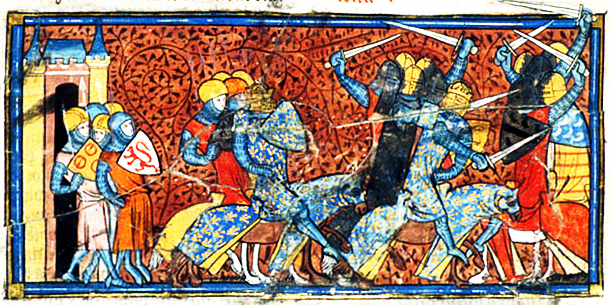
Battaglia tra "cavalieri" franchi e normanni in una raffigurazione del XIV secolo.

Nell'891 i vichinghi subirono una grave sconfitta per mano del re dei Franchi Orientali e poi imperatore Arnolfo di Carinzia vicino a Lovanio, in Belgio, e gli sconfitti dovettero ritirarsi completamente dal Brabante. Quando i vichinghi dispersi si radunarono a sud della Mosa, intrapresero una campagna nella valle della Mosella nell'892.
Nel febbraio dell'892 raggiunsero Treviri e saccheggiarono di nuovo l'antica città romana. Poi si spostarono a valle e poi lungo il Reno fino a Bonn. A Lannesdorf affrontarono un contingente numericamente superiore della popolazione locale. A causa della devastante sconfitta di Lovanio, il morale dei vichinghi non era forte di fronte a numeri superiori, così evitarono l'ingaggio e marciarono verso ovest attraverso l'Eifel fino all'abbazia di Prüm. Come dieci anni prima, devastarono il monastero e la città, uccisero e rapirono numerosi residenti; solo l'abate del monastero e alcuni monaci riuscirono a fuggire (Chronica di Reginone di Prüm, anno 892).
La forza combattiva dei vichinghi fu definitivamente indebolita dopo la battaglia di Lovanio. Essi si ritirarono nei territori occupati dai danesi in Gran Bretagna (Danelaw) e da lì intrapresero solo occasionali incursioni, ma queste interessarono solo le coste europee e non penetrarono più nel cuore del regno franco.

## Dettagli sulle incursioni vichinghe nella Renania

### Abbigliamento, armamento e stile di combattimento dei vichinghi

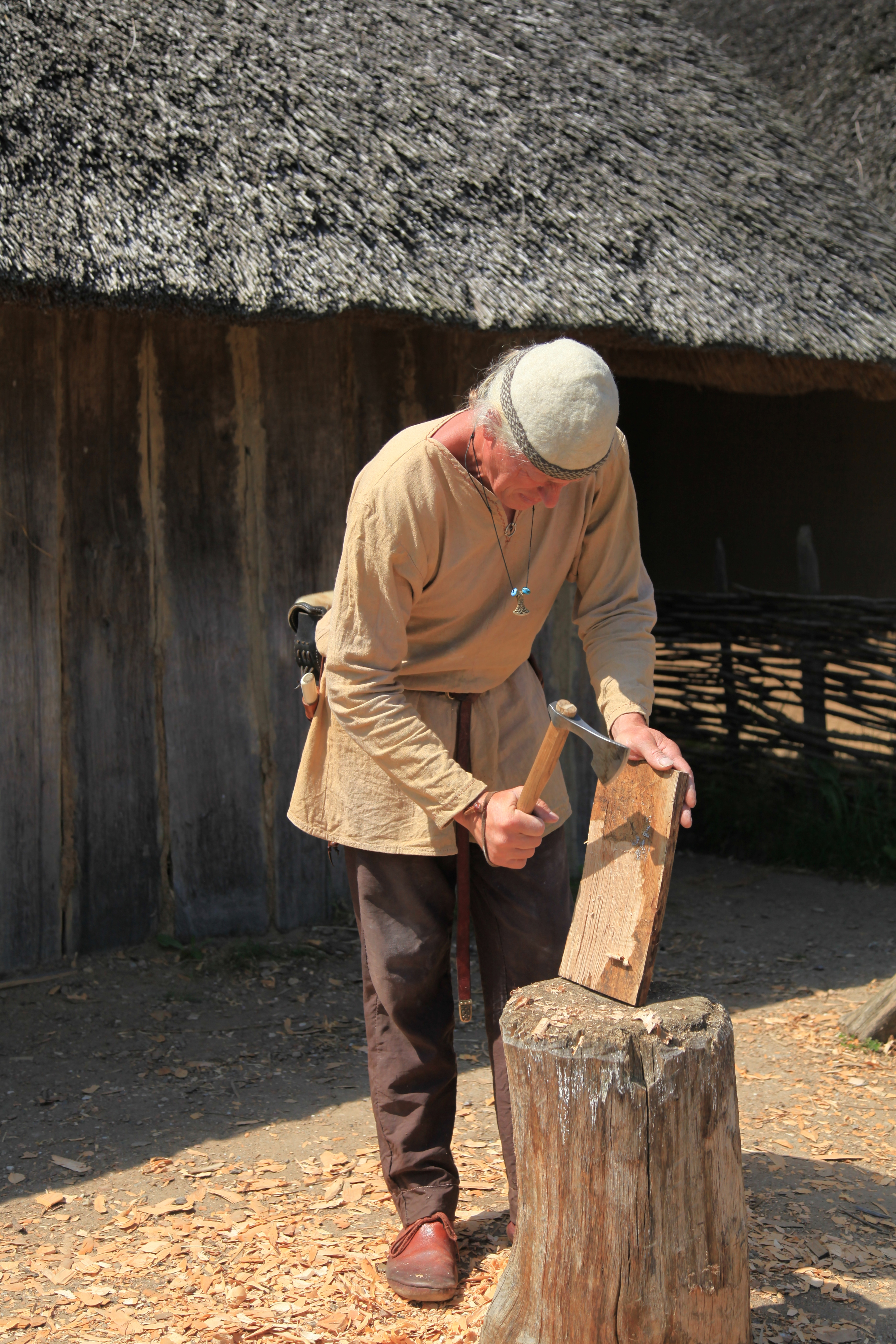
Ricostruzione in un museo a cielo aperto ad Haithabu.

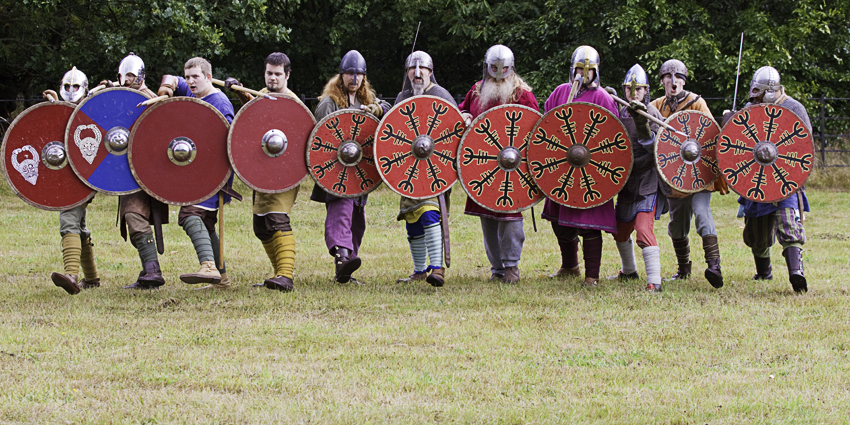
I membri di un'associazione di rievocazione storica vestiti in modo colorato mostrano i loro scudi rotondi.

I norreni avevano una preferenza per i vestiti colorati. Essi acquisirono i tessuti per questo tipo principalmente durante le loro incursioni. Ma questi tessuti arrivavano nella loro patria anche in forma di merce di scambio. Gli uomini indossavano sotto di essi una tunica con cintura e pantaloni di lana. Un mantello e un berretto li proteggevano dal vento e dalle intemperie. I vichinghi più ricchi decoravano i loro vestiti con trecce colorate o addirittura con pellicce. Le donne indossavano abiti lunghi più o meno riccamente decorati con gioielli a seconda del loro status. I gioielli in argento erano i preferiti.
L'aspettativa di vita dei guerrieri vichinghi non era molto alta, le ferite gravi erano solitamente fatali a causa delle infezioni. La maggior parte dei guerrieri aveva un'età compresa tra i 20 ei 30 anni, ma anche uomini più giovani parteciparono alle incursioni. Le donne vichinghe prendevano le armi solo quando i loro insediamenti erano attaccati per difendere la propria casa.
Il ferro era un bene raro e costoso, quindi i vichinghi lo usavano con parsimonia ed efficacia quando forgiavano le loro armi. La maggior parte dei vichinghi combatteva con asce o asce da battaglia per questo motivo. L'ascia era anche uno strumento usato quotidianamente e quindi veniva portata alla cintura quasi costantemente. I vichinghi usavano come armi a lungo raggio principalmente frecce e lance. Raramente erano utilizzati frombole o i sassi da lancio nei combattimenti a lunga distanza, questi ultimi soprattutto nei combattimenti in alto mare, per difendere o conquistare altre navi.

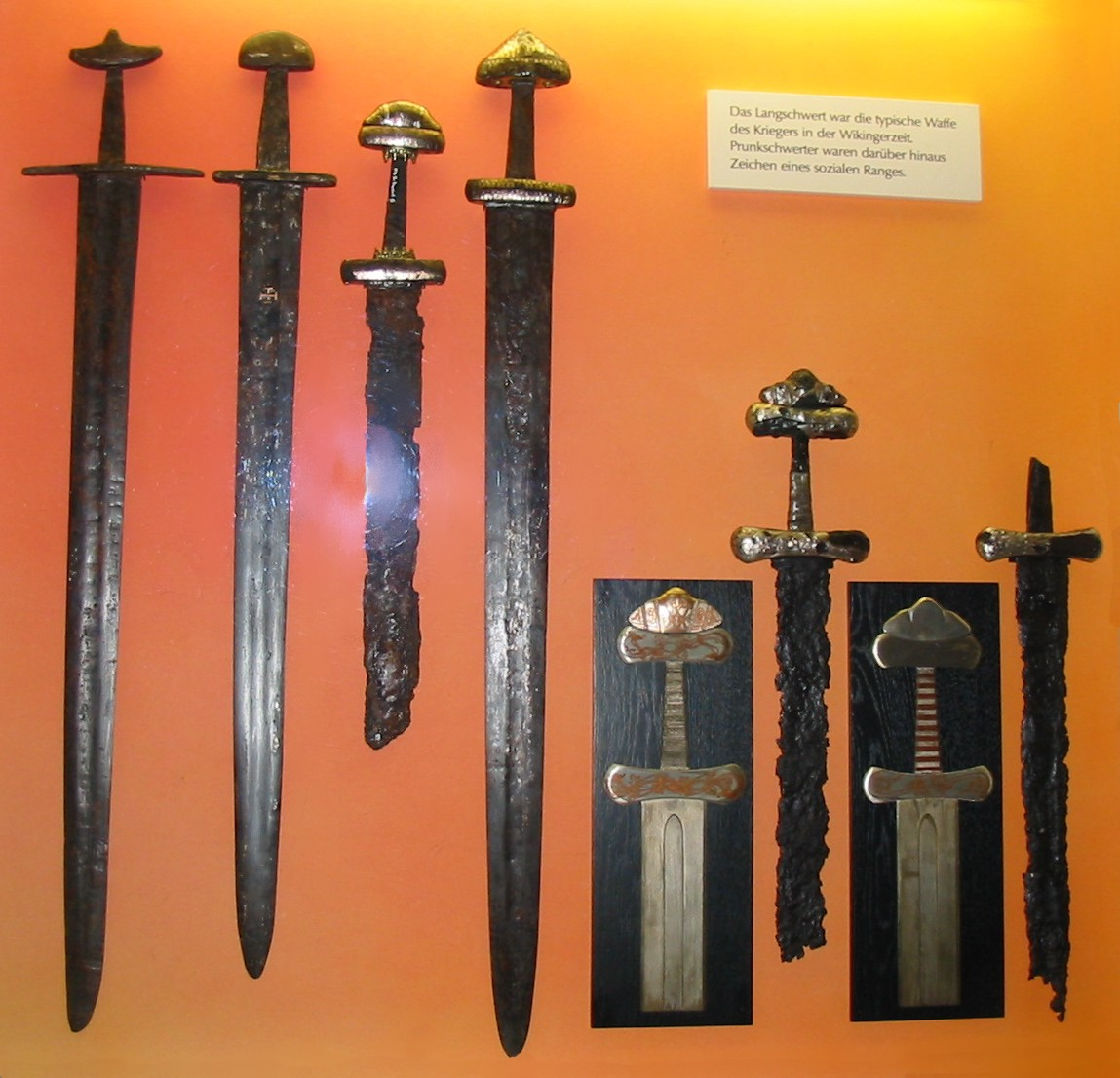
Spade vichinghe, per lo più lame franche e impugnature norrene.

Le spade erano popolari ma rare e per lo più erano impugnate solo da vichinghi molto ricchi. L'armatura consisteva in scudi rotondi dipinti ed elmi ma venivano indossate anche armature imbottite e di cuoio. Gli arcieri non indossavano armature a causa della necessaria mobilità e, se entravano in un combattimento ravvicinato, erano molto rapidamente feriti a morte. Di norma, nell'era vichinga non esisteva un vero e proprio ordine di battaglia, cioè quelli pronti a combattere si incontravano e caricavano a casaccio nelle file avversarie, per poi combattere la battaglia nel corpo a corpo.
La cotta di maglia o l'armatura a scaglie erano merci rare e molto costose. Solo i ricchi vichinghi potevano permetterseli. Armature pesanti e spade erano quindi un bottino fortemente ambito e i soldati a piedi non avevano quindi paura di attaccare i cavalieri franchi. A differenza dei Franchi, i vichinghi non combattevano a cavallo nelle campagne renane, li usavano solo per cavalcare e poi combattevano come fanti. Il più delle volte, i vichinghi attaccavano, nelle loro incursioni, per mezzo di piccole unità di uomini composti da un massimo di poche centinaia di guerrieri; si presume che la quantità di bottino prevista determinasse l'ammontare delle truppe.
Spesso i vichinghi raggiungevano i luoghi che volevano razziare su delle navi. Esse potevano quindi fungere anche da mezzo di fuga se gli avversari si dimostravano superiori. Questo tipo di guerra era sconosciuto nel Nord Europa fino all'epoca vichinga, quindi le città portuali erano solitamente fortificate solo sul lato terra; le prime modalità di incursioni furono quindi inaspettate per la popolazione di queste città. Solo successivamente anche i porti furono fortificati.
Molte delle spade vichinghe trovate hanno lame franche e impugnatore nordiche; non è chiaro se siano stati scambiati o saccheggiati. Ci sono pervenute anche spade lunghe realizzate dai norreni. Le spade di altissima qualità sono contrassegnate dalla parola Ulfberht: si presume che sia il nome di un fabbro o di una fucina franca, ma non si può escludere un significato magico. Nel frattempo sono state portate alla luce quaranta spade di con questo contrassegno, e addirittura i ritrovamenti più a sud sono stati fatti nei Balcani.

### Rapporto di prezzo delle armi e armamenti rispetto ad altri beni commerciali

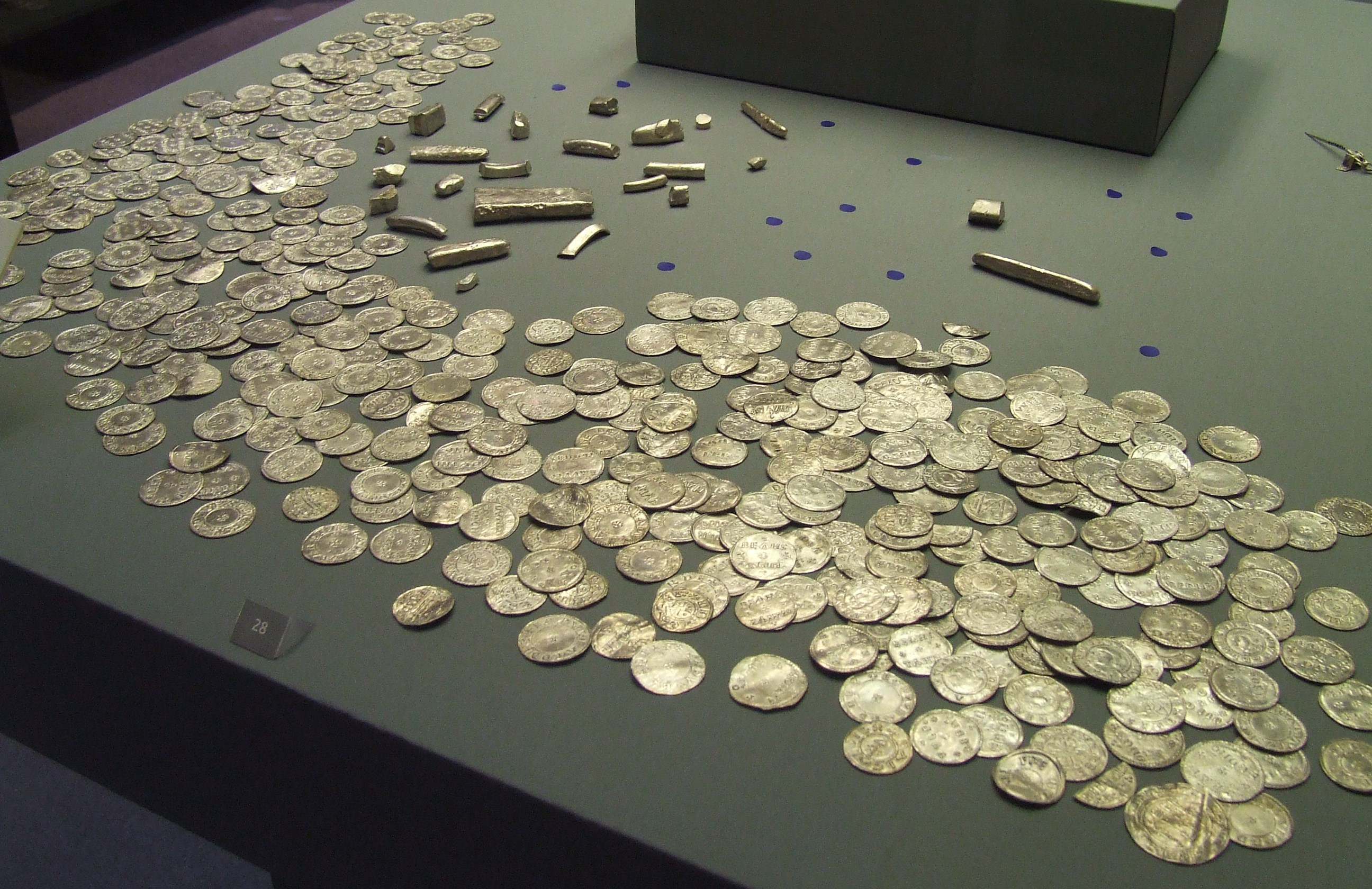
Tesoro vichingo di Harrogate. Le monete di York furono trovate anche a Zutphen e datate all'anno 882.

- Un coltello valeva 3 grammi d'argento, per i quali si sarebbero potuti acquistare 30 polli.
- Una spada corta o una staffa valevano 126 grammi d'argento, un prezzo che si poteva avere con 42 kg di grano.
- Uno scudo e una lancia potevano essere acquistati per 137 grammi d'argento, l'equivalente di una mucca.
- Un elmo poteva essere acquistato per 410 grammi d'argento, lo stesso valore per tre buoi.
- Una spada lunga con un fodero costava 478 grammi d'argento, con i quali si poteva comprare anche un cavallo nell'Europa settentrionale e occidentale.
- L'ambita cotta di maglia costava 820 grammi d'argento, l'equivalente di uno o due schiavi o 28 maiali[29].

## Panoramica temporale
La seguente panoramica mostra alcune incursioni nel contesto storico in ordine cronologico. Gli eventi che interessano la Renania sono contrassegnati in grassetto:
| Anno       | Regione, paese                                                                  | Note |
| ---------- | ------------------------------------------------------------------------------- | --- |
| 793        | Lindisfarne, Inghilterra                                                        | Incursione in un monastero |
| 795        | Dublino, Irlanda                                                                | Inizio delle incursioni nella città                                                                                             |
| 800        | Roma, Italia                                                                    | Carlo Magno è incoronato imperatore                                                                                             |
| 814        | Aquisgrana, Germania                                                            | Morte di Carlo Magno, sepoltura nella cattedrale di Aquisgrana                                                                  |
| 820        | Fiandre, Paesi Bassi                                                            | Incursioni nella regione |
| 820        | Senna, Francia                                                                  | Incursioni nella regione |
| 834        | Europa continentale                                                             | Inizio delle incursioni annuali                                                                                                 |
| 834        | Dorestad, Paesi Bassi                                                           | La prima di un totale di otto incursioni                                                                                        |
| 835        | Inghilterra                                                                     | Inizio delle incursioni annuali                                                                                                 |
| 837        | Domburg, Paesi Bassi                                                            | Saccheggio |
| 842        | Quentovic, Francia                                                              | Saccheggio |
| 843        | Nantes, Francia                                                                 | Saccheggio da parte dei Normanni nella Loira                                                                                    |
| 843        | Verdun, Francia                                                                 | Trattato di Verdun, divisione dell'impero tra i tre nipoti di Carlo Magno                                                       |
| 844        | Siviglia, Spagna                                                                | Saccheggio |
| 844        | Gijón, Spagna; Garonna, Francia                                                 | Saccheggio |
| 845        | Assedio di Parigi, Francia                                                      | Inizio dell'incursione nella città, Parigi paga il primo Danegeld (7000 libbre d'argento)                                       |
| 845        | Amburgo, Germania                                                               | Attacco alla città e all'area circostante                                                                                       |
| 855        | Abbazia di Prüm, Germania                                                       | Morte di re Lotario I, sepoltura nella chiesa abbaziale                                                                         |
| 857        | Utrecht, Paesi Bassi                                                            | Saccheggio |
| 857        | Parigi, Francia                                                                 | Saccheggio |
| 859–862    | Città nel Mediterraneo                                                          | Colpita soprattutto la Spagna                                                                                                   |
| 860        | Costantinopoli, Turchia                                                         | Saccheggio |
| 860        | Islanda                                                                         | I marinai norvegesi scoprono l'Islanda e colonizzano l'isola                                                                    |
| 861        | Parigi, Francia                                                                 | Saccheggio |
| 862        | Colonia, Germania                                                               | Saccheggio |
| 863        | Dorestad, Utrecht, Nimega                                                       | Ultimo di otto incursioni su Dorestad, distruzione completa della città, creazione di campi militari permanenti nei Paesi Bassi |
| 864        | Xanten, Germania                                                                | Saccheggio |
| 865–873    | La grande armata danese conquista l'Inghilterra                                 | Creazione di sedi permanenti (Danelaw)                                                                                          |
| 865        | Inghilterra                                                                     | Primo pagamento del Danegeld in Inghilterra                                                                                     |
| 866        | York, Inghilterra                                                               | Saccheggio |
| 878 ⚔      | Battaglia di Edington, Inghilterra                                              | Il grande esercito danese è sconfitto da Alfredo il Grande                                                                      |
| 878–892    | La grande armata danese devasta alcune parti dell'impero franco                 | Creazione di siti permanenti nei Paesi Bassi e in Belgio                                                                        |
| 881 ⚔      | Estate: battaglia di Saucourt-en-Vimeu, Francia                                 | L'esercito di Lotario III sconfigge i vichinghi                                                                                 |
| 881        | Inverno: Maastricht, Liegi, Tongern e altri                                     | Saccheggio nei Paesi Bassi e in Belgio                                                                                          |
| 881        | Inverno: Zülpich, Jülich, Neuss, Aquisgrana e altri.                            | Saccheggio in Germania |
| 882        | Russia                                                                          | Gli imperi settentrionale e meridionale dei Variaghi (Novgorod e Kiev) si uniscono per formare la Rus' di Kiev                  |
| 882 ⚔      | Battaglia di Remich; Prüm, Bonn, Andernach, Treviri, Colonia, Deventer, Zutphen | Saccheggio in Germania e nei Paesi Bassi, battaglia di Remich                                                                   |
| 883        | Duisburg, Xanten                                                                | Conquiste e creazione di campi militari permanenti in Germania                                                                  |
| 884        | Duisburg, Xanten                                                                | Enrico di Franconia riconquista il Basso Reno con guerrieri franchi                                                             |
| 885        | Un'altra incursione in Renania                                                  | I vichinghi subiscono un'imboscata, i loro capi Gottfried e Sigfrido vengono uccisi                                             |
| 886        | Assedio di Parigi, Francia                                                      | Durante l'assedio di Parigi, Enrico di Franconia cade in una trappola e viene ucciso dai vichinghi                              |
| 891 ⚔      | Lovanio, Belgio                                                                 | Battaglia in cui il futuro imperatore Arnolfo di Carinzia batte nettamente i vichinghi                                          |
| 892        | Treviri, Prüm                                                                   | Ultima campagna in Renania, devastazioni e saccheggi                                                                            |
| 892        | Europa continentale                                                             | Ritiro vichingo in Inghilterra e Danimarca                                                                                      |
| 911        | Normandia                                                                       | Il capo vichingo Rollone riceve la Normandia in feudo dal re franco d'Occidente                                                 |
| 917        | Dublino, Irlanda                                                                | Saccheggio |
| 985–986    | Groenlandia                                                                     | Erik il Rosso inizia a conquistare le terre non glaciali                                                                        |
| circa 1000 | America                                                                         | Leif Erikson scopre e colonizza Terranova                                                                                       |
| 1013       | Inghilterra                                                                     | Il re danese Sweyn Barbaforcuta conquista l'Inghilterra                                                                         |
| 1061–91    | Sicilia                                                                         | I guerrieri normanni conquistano la Sicilia                                                                                     |
| 1066 ⚔     | Battaglia di Stamford Bridge, Inghilterra                                       | Harald III di Norvegia cade nella battaglia di Stamford Bridge; fine convenzionale storiografica dell'epoca vichinga            |

### Fonti primarie
- (LA) Annali di Fulda, su dmgh.de. URL consultato il 17 settembre 2021.
- (LA) Reginone di Prüm, Chronicon cum continuatione Treverenst, 1978.

### Fonti secondarie
- (DE) Burkhard Apsner, Die hoch- und spätkarolingische Zeit (9. und frühes 10. Jahrhundert) [L'alto e tardo periodo carolingio (IX e inizio X secolo)], in Geschichte des Bistums Trier [Storia della Diocesi di Treviri], vol. 1, Treviri, Paulinus, 2003,  pp. 255-284.
- (DE) Eugen Ewig, Das Trierer Land im Merowinger- und Karolingerreich [La Terra di Treviri nell'impero merovingio e carolingio], in Geschichte des Trierer Landes [Storia delle Terre di Treviri], vol. 10, Treviri, Arbeitsgemeinschaft für Landesgeschichte und Volkskunde des Trierer Raumes, 1964,  pp. 222-302.
- (DE) Peter Fuchs, Chronik zur Geschichte der Stadt Köln [Cronaca della storia della città di Colonia], vol. 1, Colonia, Greven Verlag, 1990, ISBN 3-7743-0259-6.
- (EN) Peter H. Sawyer, Kings and Vikings. Scandinavia and Europe AD 700–1100, Londra/New York, Routledge, 1983, ISBN 0-415-04590-8.
- (EN) Rudolf Simek, Studia Medievalia Septentriolia (SMS), in Vikings on the Rhine. Recent Research on Early Medieval Relations between the Rhinelands and Scandinavia, n. 11, Vienna, Fassbaender, 2004, ISBN 978-3-900538-83-5.
- (DE) Walther Vogel, Heidelberger Abhandlungen zur mittleren und neueren Geschichte, in Die Normannen und das Fränkische Reich bis zur Gründung der Normandie [I Normanni e l'impero franco fino alla fondazione della Normandia], vol. 14, Heidelberg, Winter, 1906.
- (DE) Annemarieke Willemsen e Rudolf Simek, Wikinger am Rhein 800-1000 [I Vichinghi sul Reno 800-1000], Utrecht, Wissenschaftliche Buchgesellschaft, 2004, ISBN 978-38-06-21909-8.
- (DE) Johann Hildebrand Withof, Die Chronik der Stadt Duisburg. Von den Anfängen bis zum Jahre 1742 [La cronaca della città di Duisburg. Dagli inizi all'anno 1742], a cura di Albrecht Blank, Norderstedt, BoD, 2008, ISBN 978-3-8370-2530-9.